# Inversion (géométrie)
Pour les articles homonymes, voir Inversion et Inversion géométrique.
Une proposition de fusion est en cours entre Inversion (géométrie) et Inversion géométrique.
En géométrie, une inversion est une transformation qui inverse les distances par rapport à un point donné, appelé centre de l'inversion. Cela signifie en substance que l'image d'un point est d'autant plus éloignée du centre de l'inversion que le point d'origine en est proche. Selon une phrase célèbre, « Plaçons une cage sphérique dans le désert, entrons-y et fermons-la. Puis faisons une inversion par rapport à la cage. Le lion est alors à l'intérieur de la cage, et nous sommes à l'extérieur ».

Avant
Après

## Définition générale dans le cadre d’un espace affine euclidien
Soient {\displaystyle {\mathcal {E}}} un espace affine euclidien, {\displaystyle \Omega } un point de {\displaystyle {\mathcal {E}}} et {\displaystyle k} un réel non nul.
Définition — L'inversion de pôle {\displaystyle \Omega } et de rapport {\displaystyle k} est l'application de {\displaystyle {\mathcal {E}}\setminus \{\Omega \}} dans lui-même qui, à un point {\displaystyle M}, associe l’unique point
Soit {\displaystyle {\mathcal {S}}} la sphère de centre {\displaystyle \Omega } et de rayon {\displaystyle r}.
Définition — L'inversion par rapport à {\displaystyle {\mathcal {S}}} est l'inversion de pôle {\displaystyle \Omega } et de rapport {\displaystyle k=r^{2}}.

## Propriétés

Toute inversion est une involution.

- Une inversion de rapport non nul est bijective.
- Une inversion est une involution : elle est sa propre bijection réciproque.
- L'inversion par rapport à une sphère {\displaystyle {\mathcal {S}}} laisse les points de la sphère fixes, et les points intérieurs et extérieurs sont échangés. L'inversion est la version « sphérique » de la réflexion.
- On appelle sphère d’inversion (ou cercle d’inversion dans le plan) la sphère de centre {\displaystyle \Omega } et de rayon {\displaystyle {\sqrt {|k|}}}. Elle est toujours globalement invariante, et elle est fixe (invariante point par point) lorsque le rapport est positif. Toute inversion de rapport positif est l'inversion par rapport à sa sphère d’inversion.
- Les hyperplans passant par {\displaystyle \Omega } sont aussi des invariants globaux.

Le principal intérêt des inversions est la transformation d'hyperplans (droites) en hypersphères (cercles) et réciproquement, tout en préservant les angles :
Théorème — Toute inversion de centre {\displaystyle \Omega } et de rapport non nul envoie :
- les hypersphères (cercles) passant par {\displaystyle \Omega } (exclu) en des hyperplans (droites) ne passant pas par {\displaystyle \Omega }, et réciproquement ;
- les hypersphères (cercles) ne passant pas par {\displaystyle \Omega } en des hypersphères (cercles) ne passant pas par {\displaystyle \Omega } ;
- les (hyper)plans (droites) passant par {\displaystyle \Omega } en eux-mêmes (ils sont invariants).

L'ensemble constitué par les hypersphères et les hyperplans est donc stable par inversion.
Ainsi si dans le plan {\displaystyle A'}, {\displaystyle B'} et {\displaystyle C'} sont les images respectives de {\displaystyle A}, {\displaystyle B} et {\displaystyle C} par une inversion de centre {\displaystyle \Omega } de rapport non nul, alors {\displaystyle A'}, {\displaystyle B'} et {\displaystyle C'} sont alignés si et seulement si {\displaystyle \Omega },{\displaystyle A}, {\displaystyle B} et {\displaystyle C} sont cocycliques, ce qui est la raison profonde de l'égalité et de l'inégalité de Ptolémée.
Théorème — Les inversions de rapport non nul préservent les angles (orientés).
Ainsi par exemple deux droites ne passant pas par {\displaystyle \Omega } sont perpendiculaires si et seulement si leurs cercles images le sont (deux cercles étant dits perpendiculaires si leurs tangentes aux points d'intersection le sont).

### Distances
Si {\displaystyle A'} et {\displaystyle B'} sont les images respectives de {\displaystyle A} et {\displaystyle B} par une inversion de centre {\displaystyle \Omega } de rapport {\displaystyle k} ({\displaystyle \neq 0}), alors on a la relation entre les distances

## Dans le plan

### Dans leplan affine euclidien

Inverseur de Peaucellier.

Dans le plan affine euclidien, l’inverse d’un point est constructible au compas lorsqu’on connait le cercle d'inversion, ce qui permet de démontrer le :
Théorème de Mohr et Mascheroni — Toute construction à la règle et au compas peut se faire uniquement au compas (à l’exception des tracés des portions de droites).
Signalons aussi l’existence de « machines à inversion », l’inverseur de Peaucellier, utilisé pour transformer un mouvement rectiligne en mouvement circulaire :
L'inverseur est un objet mécanique avec deux barres OP et OQ de longueur fixe {\displaystyle r_{1}} et 4 autres barres MP, MQ, M'P, M'Q de longueurs fixes {\displaystyle r_{2}} avec les points de pivots aux sommets du losange OMPQM'.
Pour un point {\displaystyle O} du plan affine euclidien et un rapport {\displaystyle k=r_{1}^{2}-r_{2}^{2}}, avec {\displaystyle 0<r_{2}<r_{1}}, on peut construire l’inverse géométrique, pour l’inversion de centre {\displaystyle O} et de rapport {\displaystyle k}, de tout point dans la couronne centrée en {\displaystyle O}, de rayon intérieur {\displaystyle r_{1}-r_{2}}, et de rayon extérieur {\displaystyle r_{1}+r_{2}} de la façon suivante :
- Un point {\displaystyle M} dans la couronne étant donné, il existe deux points d’intersection {\displaystyle P} et {\displaystyle Q} du cercle de centre {\displaystyle O} et de rayon {\displaystyle r_{1}}, et du cercle de centre {\displaystyle M} et de rayon {\displaystyle r_{2}}
- Puis on construit l’unique point {\displaystyle M'} tel que {\displaystyle PMQM'} soit un losange.
- L’application qui à {\displaystyle M} fait correspondre {\displaystyle M'} est bien l’inversion cherchée.

### Dans leplan complexe
Dans le plan complexe, une inversion particulière est celle par rapport au cercle unité ; en termes d’affixe complexe, elle est codée par l'application
On voit ainsi que cette inversion est composée de la conjugaison complexe et d’une homographie.
C’est en fait un résultat général : un cercle d’inversion étant donné, on choisit trois points {\displaystyle z_{1},z_{2},z_{3}} sur ce cercle, puis l’unique homographie {\displaystyle f} qui envoie {\displaystyle z_{1},z_{2},z_{3}} respectivement sur {\displaystyle 0,1,\infty }. On vérifie alors que l’application {\displaystyle f^{-1}\circ c\circ f}, où {\displaystyle c} dénote la conjugaison complexe, est précisément l’inversion cherchée, et son écriture comme composée d’une homographie et de la conjugaison complexe découle de l’écriture de {\displaystyle f} et {\displaystyle f^{-1}} comme homographie.
On fait ensuite le lien avec le groupe circulaire, qui est l’ensemble des transformations, définies en fait sur la droite projective complexe, et qui envoient les droites et les cercles sur des droites et des cercles ; en identifiant la droite projective complexe à la sphère de Riemann, cette propriété de conservation s’exprime plus simplement : ce sont les cercles tracés sur cette sphère qui sont conservés. Il est clair que les inversions appartiennent au groupe circulaire ; et relativement simple de montrer qu’il en est de même pour les homographies. On peut montrer ensuite qu’en fait, le groupe circulaire est engendré par inversions et homographies.

## Géométrie anallagmatique
La géométrie anallagmatique est l'étude (au sens du programme d'Erlangen) de la géométrie dont le groupe d'invariants est le groupe circulaire[réf. souhaitée] ; elle est aussi connue sous le nom de géométrie de Möbius, ou (dans l'espace) de géométrie conforme.